# Fiat Linea
O Linea é um sedã de porte médio da FIAT, que conta com o agora aposentado propulsor 1.4 16V Turbo T-Jet, com potência de 152cv, e o motor 1.9 16v, sendo depois substituído pelo motor E-Torq 1.8 16V com 132 cv nas versões Essence e Absolute. Esse motor faz parte da nova linha de motores da Fiat, que incluem um 1.6 16V, já adotado em outros modelos da marca.

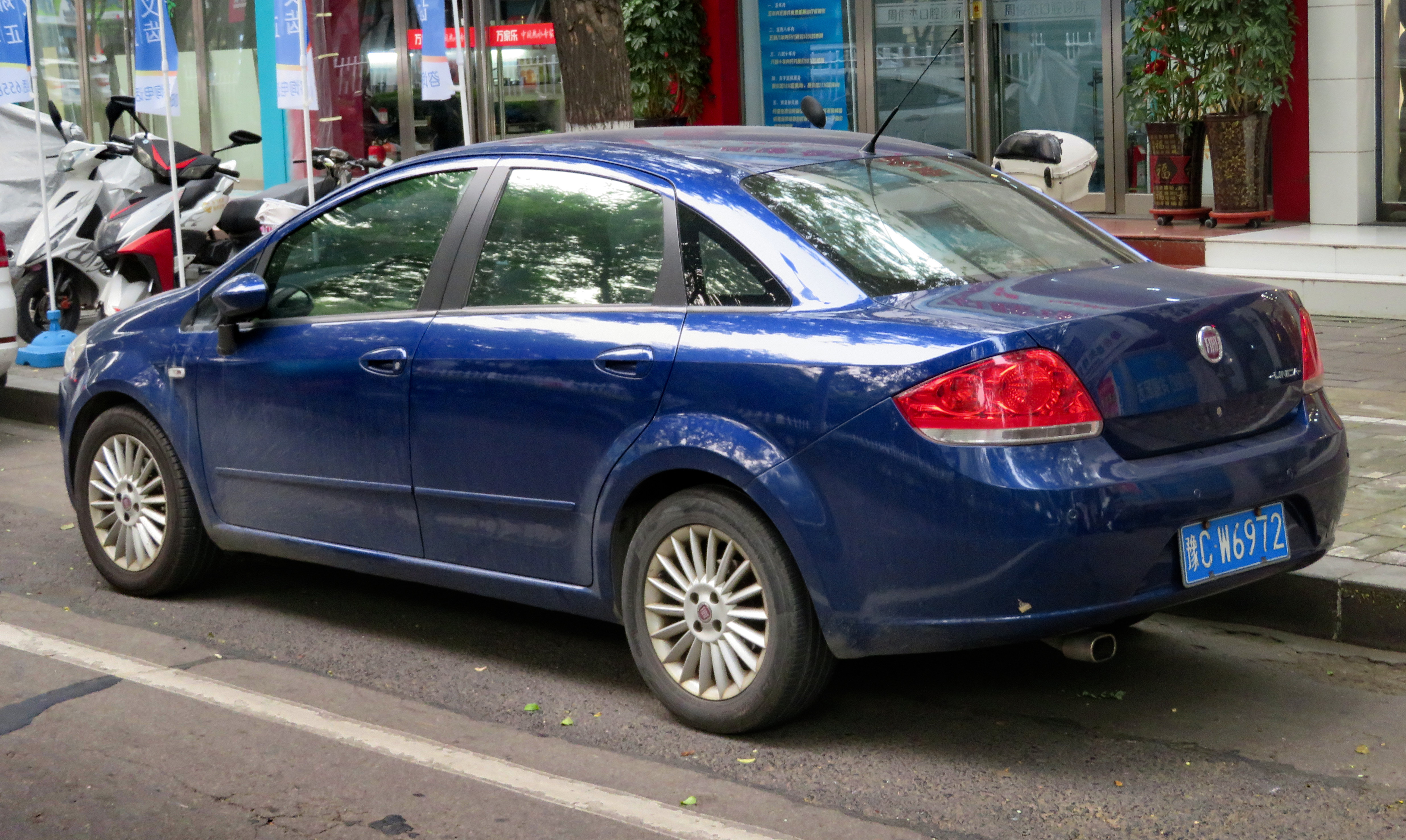
Traseira.

No interior, nota-se esmero e bons materiais. O painel segue o estilo adotado no Punto e, para competir com Peugeot 307 Sedan, Honda Civic, Chevrolet Cruze, Renault Fluence, Volkswagen Jetta, Toyota Corolla e o Ford Focus Sedan, manteve um acabamento caprichado, com opção de interior em couro ou microfibra. Entre os itens opcionais, airbags laterais e de cortina, sistema de viva-voz com bluetooth, GPS integrado (Blue&Me NAV), entrada USB, entre outros. Em 2014 foi reestilizado, e em 2015 ganhou a opção de central multimídia com câmera de ré.

## Lançamento

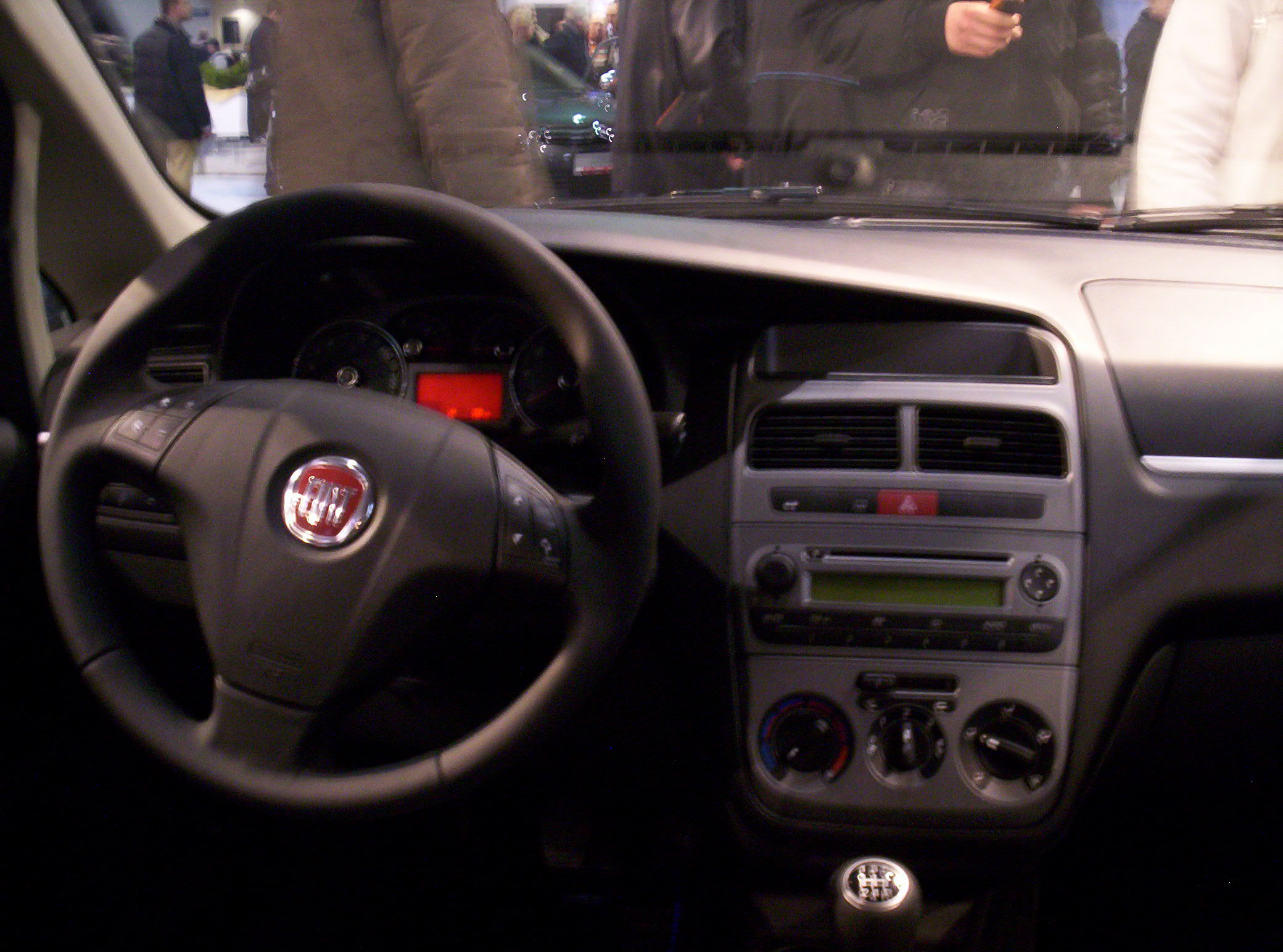
Interior.

Foi lançado no Brasil no dia 19 de setembro de 2008, concretizando uma aposta da Fiat no mercado de sedãs médios, o qual foi perdido pela marca na década de 90. Porém não teve sucesso a enfrentar o Toyota Corolla, Honda Civic e o Chevrolet Cruze, sendo reposicionado a Compacto Premium.

## Versões
- Linea 1.9 16V
- Linea 1.9 16V Absolute
- Linea T-Jet 1.4 16V Turbo
- Linea HLX 1.9 16V
- Linea LX 1.9 16V
- Linea Essence 1.8 16V
- Linea Essence Sublime 1.8 16V
- Linea Absolute 1.8 16V
- Linea Essence BlackMotion 1.8 16V

As versões 1.9 e 1.8 eram ofertadas com câmbio manual ou automatizado Dualogic. Na versão T-Jet só há câmbio manual.

## Competições
A Fiat anunciou retorno ao Campeonato Argentino de TC2000. Foi um dos 10 modelos das 8 montadoras que participaram da competição em 2009.
Em setembro de 2009 a Fiat anunciou o lançamento da categoria automobilística Trofeo Linea Fiat, integrante do Racing Festival.